# 唐松皆岸線
唐松皆岸線（からまつみなきしせん）は、かつて樺太に存在した樺太庁道である。豊原市唐松から大泊郡富内村皆岸を結んでいた。

## 概要
- 総延長: 46.5km
- 幅員: 全区間4.5m

## 経由地
- 豊原市 - 大泊郡富内村

## 接続道路
- 豊原市
  - 大泊国境線
- 大泊郡富内村
  - 大泊富内線
  - 栄浜中知床岬線